# Rádio Táxi (álbum)
Rádio Táxi é o álbum de estreia da banda Radio Taxi, lançado em 1982 pela Epic Records.
A canção "Garota Dourada", tema do filme Menino do Rio, foi o primeiro sucesso da banda. Outros sucessos foram "Coisas de Casal" e "Dentro do Coração (Pôe Devagar)".
O álbum vendeu 60 mil cópias.

## Recepção da crítica
Em texto publicado na revista Nova Eletrônica, Márcia Hirth e Juliano Barsali descreveram a banda como um "roquezinho leve, jovial e sem contra-indicações", elogiando a qualidade instrumental, mas fazendo uma ressalva quanto à falta de força nos vocais.

## Em outras mídias
- "Coisas de Casal" foi tema da novela Sol de Verão, da Rede Globo.
- "Dentro do Coração (Põe Devagar)" entrou na trilha sonora do filme nacional Os Normais - O Filme, de 2003.[4]

## Faixas
Lado A
| N.º | Título                            | Compositor(es)                         | Duração |  |
| 1.  | "Vai e Vem"                       | Wander Taffo/Lee Marcucci/Nelson Motta | 3:59    |  |
| 2.  | "Coisas de Casal"                 | Rita Lee/Roberto de Carvalho           | 3:23    |  |
| 3.  | "Dentro do Coração (Pôe Devagar)" | Wander Taffo/Lee Marcucci/Willye       | 3:40    |  |
| 4.  | "Ana"                             | Guilherme Arantes                      | 3:37    |  |
| 5.  | "Caramujo"                        | Wander Taffo/Lee Marcucci/Willye       | 4:07    |  |

Lado B
| N.º | Título                                                                     | Compositor(es)                                    | Duração |  |
| 1.  | "Conversa Fiada (I Didn't Know I Loved You Until I Saw You Rock and Roll)" | G. Glitter/M. Leander /Versão de Paulinho Camargo | 3:09    |  |
| 2.  | "Abelha Rainha"                                                            | Wander Taffo                                      | 3:37    |  |
| 3.  | "Pedra de Talismã"                                                         | Wander Taffo/Lee Marcucci/Paulo Garfunkel         | 3:27    |  |
| 4.  | "Quero que Vá Tudo pro Inferno"                                            | Roberto Carlos/Erasmo Carlos                      | 3:30    |  |
| 5.  | "Garota Dourada"                                                           | Wander Taffo/Lee Marcucci/Nelson Motta            | 3:55    |  |

## Músicos
- Willie de Oliveira (voz)
- Wander Taffo (guitarra)
- Lee Marcucci (baixo)
- Gel Fernandes (bateria)